# Weinmannia polyphylla
Weinmannia polyphylla är en tvåhjärtbladig växtart som beskrevs av Stefano Moricand och Nicolas Charles Seringe. Weinmannia polyphylla ingår i släktet Weinmannia och familjen Cunoniaceae. Inga underarter finns listade i Catalogue of Life.